# Multitudes
Multitudes es una revista política, cultural y artística, fundada en 2000 por Yann Moulier-Boutang, codirector de la editorial. Está diseñada, animada y dirigida por el colectivo Multitudes, coeditado con Inculta y es publicada por Actes Sud.

## Línea editorial
Se define como "comprometida" con el terreno de una izquierda crítica, ni reformista ni dogmática, y abierta a una pluralidad de enfoques de la transformación, más allá de la sola figura del proletario y de su conciencia de clase, insuficiente hoy para operar un cambio en relaciones sociales marcadas por el statu quo capitalista. Sería así despejada de las lógicas organizativas esterlizantes, y permitiría superar marcos teóricos impuestos por las circunstancias del momento.
Los temas abordados por la revista se ubican así en una cierta afiliación con los trabajos de Antonio Negri y Michael Hardt y de su libro Imperio. El uno como el otro intentan hacer converger el pensamiento filosófico y político del operaísmo italiano y el pensamiento francés radical de los años 1970 (Michel Foucault, Gilles Deleuze y Félix Guattari). La revista Multitudes pone a disposición en su sitio de internet los textos de referencia.
Multitudes conjuga, desde su creación, la reflexión intelectual con una atención a las formas contemporáneas de los movimientos sociales. Analiza las movilizaciones ideológicas, las prácticas de la creación y los usos de las tecnologías informacionales. Articula interrogaciones de órdenes filosóficos, antropológico, ecológico, sociológico y económico sobre las transformaciones del mundo. Busca una síntesis de lo mejor de la universidad, la investigación, las artes, la sensibilidad de los ensayistas y la pasión del compromiso. Es una revista híbrida, mestiza, con una abertura internacional atestiguada por la variedad de sus colaboradores. El rigor y la calidad del trabajo colectivo son para Multitudes las llaves de una renovación cultural y de la invención de una política nueva. 